# Jevdokia Romanova
Jevdokia (Doenja) Romanova (Russisch: Евдокия (Дуня) Романова) (Koejbysjev, 30 april 1990) is een mensenrechtenactiviste die campagne voert op het gebied van seksuele en reproductieve gezondheid en rechten en lhbt-onderwerpen in Rusland. In 2017 werd ze vervolgd op grond van de anti-homopropagandawet en veroordeeld tot het betalen van een boete.

## Jeugd en opleiding
Evodkia Romanova (Dunia) is geboren in Koejbysjev (sinds 1991 Samara) in de Sovjet-Unie. Al sinds haar tienerjaren is Romanova actief betrokken bij een variëteit van trainingen, conferenties en andere initiatieven, onder meer op het gebied van seksuele oriëntatie, genderidentiteit en seksuele educatie. Ze studeerde aan de Staatsuniversiteit van Samara, waar ze een bachelor in Sociologie behaalde, en aan de University of Texas in El Paso, waar ze haar master in Sociologie behaalde. Ze werkt als sociaal werker en gemeenschapsactiviste.

## Werk en activisme
Romanova's mensenrechtenactivisme focust zich op rechten voor personen met een beperking, vrouwenrechten, vluchtelingenrechten en op seksuele en reproductieve gezondheid en rechten. Romanova is lid van de lhbt-rechtenbeweging Avers, die juridische en psychologische hulp verleent aan de LGBT-gemeenschap en de rechten van andere lhbt-groepen verdedigt. Ze werkt daarnaast voor de Youth Coalition for Sexual and Reproductive Rights (YCSRR), de stichting van jonge feministen Frida en de antiracisme groep United. Ook heeft Romanova in 2016 gedurende een half jaar met vluchtelingen en asielzoekers in Slovenië gewerkt.
In maart 2018 sprak Romanova bij de Commission on the Status of Women (CSW) tijdens de sessie over vrouwelijke verdedigers van mensenrechten over haar ervaringen en het belang van het bestaan van activisten.
Tijdens haar werkzaamheden maakt Romanova regelmatig gebruik van theater als middel voor sociale verandering, naar voorbeeld van de Theatre of the Oppressed methode.

## Vervolging
Op 26 juli 2017 werd Romanova naar haar lokale politiebureau geroepen onder voorwendsel dat zij zou moeten getuigen in een zaak die de politie onderzocht. Bij aankomst werd haar in plaats daarvan verteld dat haar een juridische procedure te wachten stond op basis van 'homoseksuele propaganda', zonder verdere details te vermelden van de zaak tegen haar. Ook werd haar aanvankelijk een advocaat geweigerd. Wekenlang werd Romanova en haar advocaat verdere informatie geweigerd. Uiteindelijk kregen ze toegang tot het dossier over haar zaak op 5 september 2017, een paar dagen voor de zitting.
Op 18 oktober 2017 werd Romanova door het gerechtshof van het district Kirovsky in Samara veroordeeld voor de administratieve/bestuursrechtelijke overtreding van 'propaganda van niet-traditionele seksuele relaties tussen minderjarigen door gebruik van het internet'. Dit was op basis van een link die ze deelde naar de website van YCSRR die jongeren opriep om campagne te voeren voor lhbt-rechten. Ook posts die ze in 2015 en 2016 op haar persoonlijke Facebookpagina had gedeeld, waaronder een artikel uit The Guardian over het Ierse referendum over het homohuwelijk en een Buzzfeed-artikel over een lhbt-tentoonstelling in Sint-Petersburg speelden een rol bij haar veroordeling. Ze kreeg een boete van 50.000 roebel (€ 667). Na haar arrestatie verwijderde Romanova haar social media accounts. Hoewel ze de boete heeft betaald, is ze tegen de beslissing in beroep gegaan.

### De Russische 'anti-homopropagandawet'
De wet die 'propaganda van non-traditionele seksuele relaties onder minderjarigen' verbiedt, beter bekend als de 'anti-homopropagandawet', is in Rusland aangenomen in juni 2013. Op grond van deze wet hebben autoriteiten de bevoegdheid boetes op te leggen aan personen die 'niet-traditionele seksuele relaties' promoten. Sinds de inwerkingtreding van de wet zijn 15 Russen beboet voor het verspreiden van 'homoseksuele propaganda'. Alleen al in 2016 oordeelden Russische rechtbanken in twaalf zaken over 'homoseksuele propaganda', waarbij in acht van de zaken boetes werden opgelegd. In juni 2017 oordeelde het Europese Hof voor de Rechten van de Mens in de zaak Bajev et al. v. Rusland dat de wet discriminatoir is. Het is echter onzeker of de uitspraak gevolgen heeft voor seksuele minderheden in Rusland, onder meer vanwege het feit dat dat het parlement in 2015 een wet heeft aangenomen waarin het zichzelf de bevoegdheid geeft om beslissingen van het Hof naast zich neer te leggen.